# Cognac (bateau)
 (septembre 2019).
Si vous disposez d'ouvrages ou d'articles de référence ou si vous connaissez des sites web de qualité traitant du thème abordé ici, merci de compléter l'article en donnant les références utiles à sa vérifiabilité et en les liant à la section « Notes et références ».
Pour les articles homonymes, voir Cognac.
Le Cognac est une classe de voilier habitable construite au chantier naval Aubin, sur plans de Philippe Harlé.

## Description
La coque à bouchains vifs est en contreplaqué. Le lest est ramassé dans un bulbe ; la quille est dotée d'un trimmer. C'est un excellent bateau, très marin, qui n'a rien à envier à ses grands frères, son prix réduit à l'époque et son efficacité ont assuré son succès. C'est un bateau qui demande un entretien particulier car il est entièrement construit en bois.